# 蒂克薩尼火山
16°45′18″S 70°35′43″W / 16.75500°S 70.59528°W
蒂克薩尼火山是秘魯的火山，位於該國南部，距離莫克瓜約60公里，屬於安第斯山脈的一部分，海拔高度5,408米，最近一次火山噴發在1600年左右發生。